# João Mendes Gonçalves
João Joy Mendes Gonçalves ist ein Politiker aus Osttimor. Er ist Mitglied der Partido Social Democrata (PSD).

## Werdegang
Den Großteil der indonesischen Besatzungszeit lebte Gonçalves in Australien. Es gibt Gerüchte, dass er aufgrund illegaler Geschäfte Probleme mit der australischen Polizei hatte.
In der Legislaturperiode von 2001 bis 2007 wurde Gonçalves als Nachrücker Abgeordneter der PSD im Nationalparlament Osttimors.
Im August 2007 wurde Gonçalves zum Minister für Wirtschaft und Entwicklung vereidigt und gab dafür seinen wiedergewonnenen Sitz im Parlament auf. 2009 gab es gegen die Ehefrau des Ministers, Kathleen Gonçalves Korruptionsvorwürfen. Sie ist an einer Firma beteiligt, die an Osttimors Regierung Reis lieferte. Allerdings tat die Firma dies bereits zur Zeit der Vorgängerregierungen unter der FRETILIN.
Bei den Parlamentswahlen in Osttimor 2012 scheiterte die PSD an der Drei-Prozent-Hürde und Gonçalves verlor sein Ministeramt mit Antritt der neuen Regierung am 8. August. Er wurde aber neuer Parteivorsitzender und trat auf Listenplatz 1 bei den Wahlen 2017, bei denen der PSD der Einzug in das Parlament genauso wenig gelang wie bei den Neuwahlen 2018 als Teil der Movimento Social Democrata (MSD). Auch hier war Gonçalves Listenführer.